# Chris Pyne
Chris Pyne (* 14. Februar 1939 in Bridlington (East Riding of Yorkshire) als Norman Christopher Pyne; † 12. April 1995 in Wimbledon) war ein britischer Jazzposaunist.
Pyne lernte als Kind Klavier und war als Posaunist Autodidakt. 1960–61 diente er bei der britischen Luftwaffe, wo er in der gleichen Band wie Paul Rutherford, John Stevens und Trevor Watts tätig war. 1963 zog er nach London, wo er zunächst bei Fat John Cox und bald in der Blues Incorporated von Alexis Korner auftrat, mit der er auch aufnahm. Er spielte von 1966 bis 1970 bei Humphrey Lyttelton, arbeitete daneben auch bei John Dankworth, Ronnie Scott, Tubby Hayes und Michael Gibbs. Ab 1970 spielte er im Sextett von John Taylor, bei Kenny Wheeler, trat aber auch mit Maynard Ferguson und John Stevens auf und war zwischen 1970 und 1983 ständig im europäischen Begleitorchester von Frank Sinatra. Anfang der 1980er Jahre tourte er mit Gordon Beck. Von 1984 bis 1992 gehörte er zu John Surmans und John Warrens Brass Project. Auch spielte er weiterhin mit Michael Gibbs.
Pyne, der sowohl Zugposaune als auch Ventilposaune spielte und 1969 vom Melody Maker als Top-Posaunist geehrt wurde, nahm auch mit Barbara Thompson, Dizzy Gillespie, Ella Fitzgerald, Sarah Vaughan und Charlie Watts auf. Als Studiomusiker ist er auch auf Alben von Curved Air, Bryan Ferry, Caravan oder Nektar zu hören. Sein jüngerer Bruder ist der Trompeter und Pianist Mick Pyne.